# Nogometni čevlji
Nogometni čevlji, žargonsko tudi kopačke, so vrsta čevljev, ki se nosi pri igranju nogometa. Nogometni čevlji so namenjeni za igranje na travi in so na podplatu opremljeni s posebnimi čepi za dodaten oprijem. Od preprostih in skromnih začetkov so nogometni čevlji napravili že dolgo pot in se danes znajdejo pod drobnogledom številnih raziskav, ki preučujejo razvoj, igralci pa za nošenje nogometnih čevljev sklepajo sponzorstva in so velik del trženja v središču multinacionalne globalne industrije.

## Zgodovinski razvoj
1800: Nogomet je v 19. stoletju zelo priljubljen šport v Združenem kraljestvu. Ljudje, ki so ga igrali, so za igranje nosili težke delovne čevlje. To so bili prvi škornji z jekleno kapico na sprednji strani, ki so bili opremljeni tudi s podporo gležnja. Ti čevlji so imeli tudi kovinske čepe ali žeblje v podplatnem dnu, da so igralci imeli večjo stabilnost na igrišču. V zadnjem delu 19. stoletja je bil oblikovan prvi specifičen nogometni čevelj, ki je bil izdelan iz debelega in težkega usnja. Usnje je segalo nad predel gležnja in je zagotavljajo večjo zaščito. Prvi nogometni čevelj oziroma »škorenj« je tehtal kar 500 g in se je v deževnih razmerah obtežil za dodatnih 500 g.
1900–1940: Med 1900 in 1940 je slog nogometnega čevlja ostal zelo osnoven. Zasnova je ostala enaka tudi med vojnama, kljub temu, da je bilo na trgu že veliko znanih proizvajalcev nogometne obutve, kot so Gola, Hummel in Valsport.
1940–1960: Po drugi svetovni vojni so se modeli nogometnega čevlja dramatično spremenili in res začeli, vplivati na igro. Južno Američani so oblikovali lažji in bolj prilagodljiv čevelj. Ta produkt je bil osredotočen na povečanje nadzora in večjo moč udarca in ne več toliko na zaščito noge. Leta 1954 je Adi Dassler predstavil dizajn z vijačnimi čepki na podplatu, ki je dal nemški reprezentanci občutno prednost v deževnih razmerah na takratnem svetovnem prvenstvu. To, da je bil Adolf prvi, ki je odkril vijačne čepke, je sporno še danes, saj je to dejstvo izpodbijal njegov starejši brat Rudolf Dassler, ustanovitelj blagovne znamke Puma.
1960: V času 60ih let je nogomet naredil res velik korak, saj se je na trgu predstavil čevelj, izdelan z nižjim rezom. Ta je omogočal najboljšim igralcem v Evropi in Južni Ameriki še hitrejše spremembe smeri in hitrejšo igro. Trgu nogometne obutve so se prav tako predstavile blagovne znamke Mitre, Joma in Asics.
1970: Med leti 1970 in 1980 se je zgodil velik napredek in spremembe v zasnovi nogometne igre. Leta 1970 so proizvajalci začeli izdelovati svetlejše čevlje v različnih barvah, ki so se lahko pohvalili tudi z vedno nižjo težo. Adidas je doživel velik napredek in zasedel mesto vodilnega na trgu. Ob koncu desetletja, leta 1979, je utrdil svoj status z najbolje prodajanim čevljem vseh časov; brezčasnim modelom Copa Mundial. V tem času, so se v nogometni industriji začele pojavljati tudi nekatere od najbolj pogostih vrst naravnega usnja, ki jih med obutvijo vidimo še danes: kengurujevo in kravje usnje.
1980: Verjetno najbolj priljubljen in dominanten nogometni čevelj v zadnjih dveh desetletjih Adidas Predator, je v končnici 80ih let počasi začel dobivati podobo pod rokami Avstralca Mavericka Craiga Johnstona. Nogometna obutev se prvič predstavi tudi s strani blagovnih znamk Umbro, Lotto in Kelme.
1990–2000: Leta 1990 so proizvajalci uvedli nove, različne vrste podplata in s tem omogočili zasnovo za igranje na različnih nogometnih površinah. Izjemno priljubljen model Adidas Predator je končno uvidel luč sveta v letu 1994 in užival takojšen uspeh. V prvem desetletju 21. stoletja se je prvič pojavila tudi laserska tehnologija, ki je bila uvedena za izdelavo prvega popolnoma prilagojenega nogometnega čevlja, ki je prišel na trg leta 2006.
2010 in danes: V dobi moderne igre je tempo igranja postal hitrejši, igralci pa so postali še bolj tehnično izpopolnjeni. Tako se proizvajalci v moderni dobi trudijo vnesti med nogometno obutev nove napredke v tehnologiji, vključno z vedno lažjo zasnovo čevljev, ki je narejena iz raznovrstnih materialov.